# 吉普賽國王合唱團

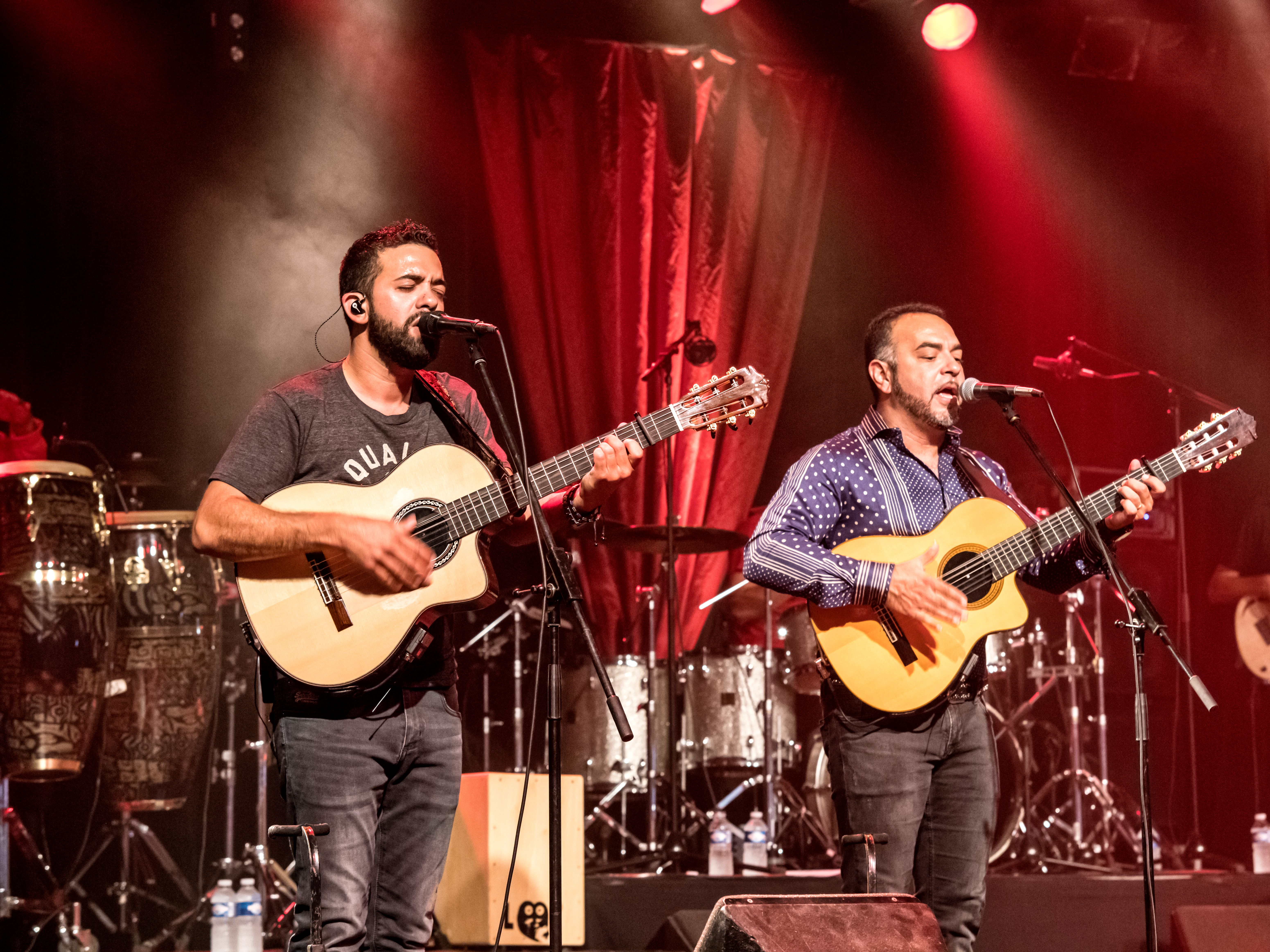
吉普賽國王合唱團

吉普賽國王合唱團（Gipsy Kings）是一個佛朗明哥樂團，成立於法國亞爾，由西班牙羅姆裔（常被稱為「吉普賽人」）的Nicolas Reyes與Tonino Baliardo組建。樂團最成功的作品是1987年發行的專輯吉普賽之王，使佛拉明哥倫巴受到樂壇矚目。

## 外部連結
- 官方网站
- Gipsy Kings在Allmusic上的頁面